# Syzygium hemsleyanum
Syzygium hemsleyanum är en myrtenväxtart som först beskrevs av George King, och fick sitt nu gällande namn av Chantaran. och John Adrian Naicker Parnell. Syzygium hemsleyanum ingår i släktet Syzygium och familjen myrtenväxter.

## Underarter
Arten delas in i följande underarter:
- S. h. hemsleyanum
- S. h. paucinervium